# Topo Gigio Show
Topo Gigio Show è stato un programma televisivo per bambini, curato da Gigi Reggi, andato in onda su Italia 1 dal 11 ottobre 2004 al 27 agosto 2005 al sabato pomeriggio. Venne condotto dal duo comico Fichi d'India.
Questo programma segnò il debutto in Mediaset del pupazzo Topo Gigio, e per l'occasione ci fu una sostituzione della sua voce: venne dunque affidata a Davide Garbolino al posto dello storico Peppino Mazzullo, che cantava la sigla.
Al suo interno venne trasmesso anche l'anime giapponese Bentornato Topo Gigio.